# Chinavia
Genre
Chinavia est un genre d'insectes du sous-ordre des hétéroptères (punaises) et de la famille des pentatomidés.

## Description
Les espèces du genre Chinavia sont des punaises généralement vertes mesurant entre 9 et 19 mm. Très polyphages, certaines sont considérées comme des ravageurs des cultures, notamment Chinavia hilaris sur le soja.

## Systématique
Le genre a été décrit par l'entomologiste mauricien Alfred J. E. Orian en 1965. Il y inclut initialement neuf espèces africaines issues des genres Acrosternum et Nezara. Le genre a été déclassé en sous-genre d'Acrosternum par Rolston en 1983 avant de retrouver son statut, notamment à la suite des travaux de Schwertner et Grazia,. Il regroupe désormais 85 espèces répartis dans les zones afrotropicale, néarctique et néotropicale.

### Liste des espèces
Groupe geniculata
- Chinavia cearensis Schwertner & Grazia, 2006
- Chinavia erythrocnemis (Berg, 1879)
- Chinavia geniculata (Dallas, 1851)
- Chinavia gravis (Walker, 1867)
- Chinavia immaculata (Frey-Da-Silva & Grazia, 2001)
- Chinavia nigritarsis (Stål, 1872)
- Chinavia nigropicta (Breddin, 1906)
- Chinavia panamensis (Distant, 1890)
- Chinavia pontagrossensis (Frey-Da-Silva & Grazia, 2001)
- Chinavia rideri (Frey-Da-Silva & Grazia, 2001)
- Chinavia rogenhoferi (Stål, 1872)
- Chinavia sebastiaoi Schwertner & Grazia, 2006
- Chinavia tuiucauna Schwertner & Grazia, 2006
- Chinavia vanduzeei Schwertner & Grazia, 2006

Groupe obstinata
- Chinavia difficilis (Stål, 1860)
- Chinavia napaea (Stål, 1872)
- Chinavia obstinata (Stål, 1860)

Autres espèces
- Chinavia abnormis (Berg, 1892)
- Chinavia acuta (Dallas, 1851)
- Chinavia aliena (Schouteden, 1960)
- Chinavia apicicornis (Spinola, 1852)
- Chinavia armigera (Stål, 1859)
- Chinavia aseada (Rolston, 1893)
- Chinavia australe (Rolston, 1893)
- Chinavia bergrothi (Horváth, 1904)
- Chinavia bipunctula (Stål, 1872)
- Chinavia boliviensis Schwertner & Grazia, 2006
- Chinavia brasicola (Rolston, 1893)
- Chinavia callosa (Rolston, 1893)
- Chinavia chilensis Grazia, Schwertner & Ferrari, 2006
- Chinavia collis (Rolston, 1893)
- Chinavia cubensis (Rider, 1987)
- Chinavia dallasi (Distant, 1900)
- Chinavia dispar (Schouteden, 1960)
- Chinavia dubia (Rider & Rolston, 1986)
- Chinavia ecuadorensis (Rolston, 1893)
- Chinavia emmerezi (Schouteden, 1905)
- Chinavia ernsti Grazia, Schwertner & Ferrari, 2006
- Chinavia esmeralda (Rolston, 1893)
- Chinavia euri (Rolston, 1893)
- Chinavia fieberi (Stål, 1865)
- Chinavia froeschneri (Rolston, 1893)
- Chinavia fuscopunctata (Breddin, 1901)
- Chinavia gregi (Eger, 1988)
- Chinavia heissi Grazia, Schwertner & Ferrari, 2006
- Chinavia herbida (Stål, 1859)
- Chinavia hilaris (Say, 1831)
- Chinavia impicticornis (Stål, 1872)
- Chinavia insulani (Rolston, 1893)
- Chinavia ista (Rolston, 1893)
- Chinavia kaisaca (Schouteden, 1960)
- Chinavia laeta (Stål, 1859)
- Chinavia limbosa (Horváth, 1904)
- Chinavia liturata (Horváth, 1904)
- Chinavia longicorialis (Breddin, 1901)
- Chinavia macdonaldi (Rolston, 1893)
- Chinavia macrorhaphis (Horváth, 1904)
- Chinavia marginata (Palisot de Beauvois, 1817)
- Chinavia monticola (Rolston, 1893)
- Chinavia montivaga (Distant, 1890)
- Chinavia musiva (Berg, 1878)
- Chinavia neoteretis Grazia, Schwertner & Ferrari, 2006
- Chinavia nigridorsata (Breddin, 1901)
- Chinavia occasi (Rolston, 1893)
- Chinavia occulta (Rolston, 1893)
- Chinavia pallidoconspersa (Stål, 1858)
- Chinavia pecosa (Rolston, 1893)
- Chinavia pengue (Rolston, 1893)
- Chinavia pennsylvanica (Gmelin, 1790)
- Chinavia perezi Faúndez, Carvajal & Rider, 2013
- Chinavia plaumanni (Rolston, 1893)
- Chinavia punctatorugosa (Stål, 1858)
- Chinavia rinapsa (Dallas, 1851)
- Chinavia rufitibia Schwertner & Grazia, 2006
- Chinavia runapsis (Dallas, 1851)
- Chinavia schuhi Schwertner & Grazia, 2006
- Chinavia scutellata (Distant, 1890)
- Chinavia simplicis (Rolston, 1893)
- Chinavia solita (Rider & Rolston, 1986)
- Chinavia sparnia (Dallas, 1851)
- Chinavia teretis (Rolston, 1893)
- Chinavia triangula (Rider & Rolston, 1986)
- Chinavia ubica (Rolston, 1893)
- Chinavia viridans (Stål, 1859)
- Chinavia wygodzinskyi (Rolston, 1893)